# 牛顿大炮

一门架在山顶上的大炮以不同初始水平速度发射炮弹后形成的炮弹运行轨迹。其中（A）和（B）未达到轨道速度，（C）和（D）的速度介于轨道速度和逃逸速度之间，（E）的速度大于逃逸速度。

牛顿大炮（英語：Newton's cannonball）是物理学家艾萨克·牛顿阐述的一个思想实验。牛顿用这个实验来假设引力具有普适性，并且是行星运动的重要动力来源。这个实验出现在牛顿的著作《自然哲学的数学原理》中。

## 思想实验
这个实验来自《自然哲学的数学原理》第三卷“论宇宙的系统”（英語：On the system of the world）中的第5到8页，牛顿设想有一门加农炮架在一座非常高的山的山顶上。如果在没有任何引力和空气阻力条件下，炮弹应该沿着发射的方向以一条直线的轨迹远离地球。如果有一个吸引力存在的话，炮弹会沿着一条不同的轨道运动，轨道的形状取决于炮弹的初始速度。如果速度低的话，炮弹就会直接掉在地球上。如（A）和（B）运行轨迹的初始水平速度分别在0到7000米/秒之间。

从高山顶上以0m/s的初始水平速度发射

从高山顶上以6000m/s的初始水平速度发射

如果速度达到了所在海拔的第一宇宙速度，炮弹将会沿着一个固定的环形轨道环绕地球，就像月球一样。如（C）轨迹的初始水平速度是7300米/秒。

从高山顶上以7300m/s的初始水平速度发射

如果速度大于轨道速度，但小于第二宇宙速度的话，炮弹会沿着一个椭圆轨道环绕地球。如（D）轨迹的初始水平速度在7300米/秒到10000米/秒之间。

从高山顶上以8000m/s的初始水平速度发射

如果速度非常快，炮弹将会沿着一个抛物线（当速度恰好为第二宇宙速度）或者双曲线（当速度大于第二宇宙速度）轨道逃离地球。如（E）轨道的初始水平速度约大于10000米/秒。

从高山顶上以10000m/s的初始水平速度发射

## 其他出现的场景
旅行者金唱片中收录了一张拍摄《自然哲学的数学原理》（第3卷，第6页）牛顿大炮插图的照片。

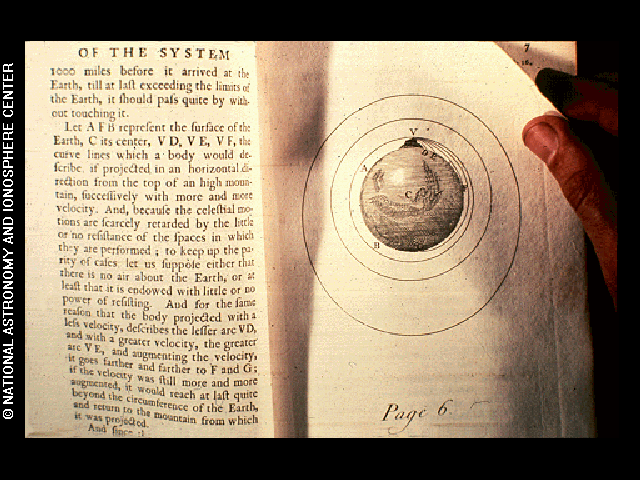
一张拍摄牛顿著作《自然哲学的数学原理》（第3卷，第6页）牛顿大炮插图的照片。这张照片被收录在旅行者金唱片中，搭载在旅行者1号和旅行者2号前往到太空深处。